# Osmia sponsa
Osmia sponsa là một loài Hymenoptera trong họ Megachilidae. Loài này được Nurse mô tả khoa học năm 1904.